# لیندا ۷۱۶۹
سیارک ۷۱۶۹ (به انگلیسی: 7169 Linda، نامگذاری:1986TK1) هفت هزار و صد و شصت و نهمین سیارک کشف شده‌است که در ۴ اکتبر ۱۹۸۶ کشف شد.
قدر مطلق سیارک برابر ۱۳٫۹۰ است.